# Правителство на Виктор Орбан 3
Третото правителство на Виктор Орбан е 71-во по ред правителство на Унгария, сформирано на 6 юни 2014 година.

## Демографска политика
От 1 юни 2015 година, следвайки политика за стимулиране на раждаемостта в страната, унгарското правителство въвежда 6-годишен отпуск по майчинство, като през първите шест месеца след раждането майките получават 70 на сто от дотогавашната си заплата. Между шестия месец и втората година държавата изплаща 50% от заплатата им, а през следващите четири години изплаща равностойността на 100 евро/месечно. При покупка на нов или за разширяване и преустройство на дотогава използван жилищен имот полагаемата се сума се увеличава в зависимост от броя на децата и площта на имота средно с 10 %, както следва:
- при едно дете: 550 000 – 600 000 форинта при жилищна площ от 40 до 55 м2;
- при две деца: 880 000 – 1 430 000 форинта при площ 50-80 м2;
- при три деца: 1 320 000 – 2 200 000 форинта при площ 60-90 м2;
- при четири или повече деца: 1 760 000 – 2 750 000 форинта при площ 70-100 м2.

От 1 януари 2016 година правителството предоставя безвъзмездно на млади семейства достатъчно средства за закупуване на еднофамилен дом, ако родят и отгледат най-малко три деца. Отпуска се безвъзмездна помощ в размер на 10 милиона унгарски форинта на всяка семейна двойка, която се съгласи да роди и отгледа три деца в рамките на десет години. Горната възрастова граница за кандидатстване остава същата, достатъчно е единият от родителите да е под 40 години.